# Кожар Ілля Павлович

Могила І.П. Кожара

Ілля Павлович Кожар (21 липня [3] серпня 1902 — 13 жовтня 1967) — Герой Радянського Союзу, секретар Гомельського підпільного обласного комітету КП(б)Б, командир Гомельського партизанського з'єднання, генерал-майор. Учасник партизанського руху в Білорусі. Нагороджений двома орденами Леніна, орденом Трудового Червоного Прапора та різними медалями.
Ілля Павлович Кожар народився 21 липня (3) серпня 1902 в селі Мале Гальцево Могилевської губернії Російської імперії (нині Толочицький район, Вітебська область, Республіка Білорусь) в селянській родині. За національністю білорус. З 1924 року Кожар працює в населеному пункті Коханово Оршанського округу. З 1926 року Ілля член ВКП(б), а потім і КПРС. З 1929 року бере участь в партійній роботі. З 1932 року Кожар секретар Брагінського, а потім перший секретар Вітковського і Лоєвського райкомів КП(б)Б. З 1940 року на посаді відповідального секретаря газети «Гомельська правда», а з січня 1941 року секретар Гомельського обкому КП(б)Б.
Кожар брав участь у Другій світовій війні з липня 1941 року. Він був одним з організаторів і керівників підпілля і партизанського руху в Білоруської РСР. Починаючи з серпня 1941 року Кожар — секретар Гомельського підпільного обкому КП(б)Б. З листопада 1942 року призначений командиром Гомельського партизанського з'єднання, що складається з 6 загонів: Гомельського, Лоєвського, Речицького, Жлобінського, Буда-Кошелевського і Уваровицького.
Для більш тісної підтримки зв'язку з командуванням партизанських загонів, Кожар перейшов у Лоєвский район, де діяв партизанський загін «За Батьківщину». З весни 1943 року штаб з'єднання Кожара перебував у Речицькому районі. У липні 1943 року — під час Курської битви — з'єднання Іллі Кожара отримало директиву з Центрального штабу партизанського руху про завдавання ударів по залізничних коліях. Партизанські загони вийшли на відведені їм ділянки і тільки за одну ніч підірвали близько тисячі рейок, пустили під укіс 2 німецьких ешелони і знищили понад півтори сотні німецьких солдатів і офіцерів.
Проти партизанського з'єднання Кожара німецьке командування неодноразово здійснювало каральні операції. Наприклад, в район Речиці прибули дивізія СС і два полки польової жандармерії. З'єднання Кожара зайняло оборону на узліссі лісу в районі села Узнож. 13 червня 1943 року біля цього села зав'язався запеклий бій, який закінчився тільки в 9 годин вечора після чергової марної спроби німців прорватися через оборону партизанів. На місці бою біля села Узнож тепер стоїть пам'ятник-обеліск.
Постановою Ради Народних Комісарів СРСР від 16 вересня 1943 року № 1000 — одному з десяти командирів партизанських формувань Білоруської РСР — І.П. Кожару присвоєно військове звання «генерал-майор».
10 листопада 1943 року почалася Гомельсько-Речицька наступальна операція військ Білоруського фронту під командуванням К. К. Рокоссовського. Головний удар наносився 65-ю армією на лівому крилі фронту з плацдарму біля Лоєва. 17 листопада 1943 року частинами 65-ї армії Річиця була звільнена, при цьому захоплені великі трофеї і багато полонених. Командувач 65-ю армією П.І. Батов зазначав, що «головна роль у цій операції була відведена з'єднанню Іллі Кожара».
Незабаром партизанське з'єднання Кожара було розформовано, і близько 6 тисяч партизанів увійшли до складу частин Білоруського фронту.
За вмілу організацію підпільної і партизанської боротьби в тилу ворога, Указом Президії Верховної Ради СРСР від 1 січня 1944 року генерал-майору Кожару Іллі Павловичу присвоєно звання Героя Радянського Союзу з врученням ордена Леніна і медалі «Золота Зірка» (№ 2231).
У 1943-47 роках Кожар на посаді секретаря Гомельського обласного комітету КП(б)Б, а потім працював в апараті ЦК КП(б)Б. В 1947-63 роках директор Республіканської партійної школи при ЦК КПБ, яку в 1956 році перейменовано в Мінську Вищу партійну школу. Кожар член ЦК КПБ у 1952-58 роках і 1960-61 роках, а з 1961 року — член Ревізійної комісії КПБ. У 1963 році її голова. Кожар працював викладачем історії в Білоруському державному університеті. Обирався депутатом Верховної Ради БРСР 3-5 і 7-го скликань.
Проживав у Мінську. Помер 13 жовтня 1967 року, похований у Мінську.

## Пам'ять
- Встановлена меморіальна дошка на будинку колишньої Мінської Вищої партійної школи
- Іменем Кожара названа вулиця в Гомелі і Кохановська школа Толочицького району Вітебської області Білорусі